# Amphineurus (Rhamphoneurus) nullus
Amphineurus (Rhamphoneurus) nullus is een tweevleugelige uit de familie steltmuggen (Limoniidae). De soort komt voor in het Neotropisch gebied.